# Clematis psilandra
Clematis psilandra là một loài thực vật có hoa trong họ Mao lương. Loài này được Kitag. mô tả khoa học đầu tiên năm 1937.